# Trattinnickia
Genre
Trattinnickia est un genre de plantes de la famille des Burseraceae.
Ce genre a été décrit en 1806 par le botaniste allemand Carl Ludwig Willdenow. 

## Liste d'espèces
Selon The Plant List (19 mai 2020) :
- Trattinnickia aspera (Standl.) Swart
- Trattinnickia boliviana (Swart) Daly
- Trattinnickia burserifolia Mart.
- Trattinnickia demerarae Sandwith
- Trattinnickia ferruginea Kuhlm.
- Trattinnickia glaziovii Swart
- Trattinnickia lancifolia (Cuatrec.) D.C. Daly
- Trattinnickia lawrancei Standl.
- Trattinnickia laxiflora Swart
- Trattinnickia panamensis Standl. & L.O. Williams
- Trattinnickia peruviana Loes.
- Trattinnickia rhoifolia Willd.

Selon Tropicos (19 mai 2020) (Attention liste brute contenant possiblement des synonymes) :
- Trattinnickia aspera (Standl.) Swart
- Trattinnickia barbourii Little
- Trattinnickia boliviana (Swart) Daly
- Trattinnickia burserifolia Mart.
- Trattinnickia cuspidata Cuatrec.
- Trattinnickia demerarae Sandwith
- Trattinnickia ferruginea Kuhlm.
- Trattinnickia glabra Steyerm.
- Trattinnickia glaziovii Swart
- Trattinnickia lancifolia (Cuatrec.) Daly
- Trattinnickia lawrancei Standl.
- Trattinnickia laxiflora Swart
- Trattinnickia lorenziana Daly & M.F.F. Melo
- Trattinnickia mensalis Daly
- Trattinnickia multiflora Cuatrec.
- Trattinnickia panamensis Standl. & L.O. Williams
- Trattinnickia peruviana Loes.
- Trattinnickia rhenocaulis Daly & M.F.F. Melo
- Trattinnickia rhoifolia Willd.
- Trattinnickia ryanii Didr.
- Trattinnickia subchoripetala Swart
- Trattinnickia vacciniflora Daly & M.F.F. Melo
- Trattinnickia vulturina Daly & M.F.F. Melo